# 宁安路街道
宁安路街道，是中华人民共和国河北省石家庄市新华区下辖的一个乡镇级行政单位。

## 行政区划
宁安路街道下辖以下地区：
九中街社区、宁安路社区、兴凯路社区、北新街社区、市庄路第一社区和和平西路社区。